# 佐賀県を舞台とした作品一覧
佐賀県を舞台とした作品一覧（さがけんをぶたいとしたさくひんいちらん）では、佐賀県内をモチーフあるいはロケーション撮影地にした小説、映画、テレビドラマ等を記述する。

## 文芸・小説
- アームストロング砲（司馬遼太郎）
- 悪人 (小説)
- 威風堂々 幕末佐賀風雲録（伊東潤）
- 扇腹（浅井和昭）
- 火城（高橋克彦）
- かちがらす（植松三十里）
- 加藤清正（海音寺潮五郎）
- 消えた春（牛島秀彦）
- 霧の旅・唐津の殺人（津村秀介）
- 黒鉄の志士たち（植松三十里）
- 月光の夏隆
- 小西行長 後悔しない生き方（江宮隆之）
- 歳月（司馬遼太郎）
- 佐賀怪猫殺人事件（生田直親）
- 佐賀空港マラソン殺人事件（斎藤栄）
- 佐賀のがばいばあちゃん
- 作用姫伝説殺人事件（内田康夫）
- 司法卿 江藤新平（佐木隆三）
- 次郎物語
- 新太閤記（海音寺潮五郎）
- 寝台特急あかつき殺人事件（西村京太郎）
- 寝台特急あさかぜ別府・唐津札事件（荻原秀夫）
- 新本格魔法少女りすか（西尾維新）
- 青春の蹉跌
- そいぎんた（松尾れん）
- なぜ秀吉は（門井慶喜）
- 鍋島直茂（童門冬二）
- にあんちゃん
- 二流の人（坂口安吾）
- 日魅子（帚木蓬生）
- 謀殺（滝口康彦）
- 夢のまた夢（津本陽）
- 落日の鷹（滝口康彦）
- 渡された場面
- 倭といふ国の物語（推敲堂）

### 古典・髄質・紀行・その他
- 街道をゆく11（司馬遼太郎）
- 五足の靴
- 佐賀歴史散歩葉隠のふるさと（滝口康彦）
- 時刻表2万キロ
- 太閤記
- 肥前国風土記

## 映画
- 悪人
- いのちの海
- 海の花火
- ウルトラQ ザ・ムービー 星の伝説
- 男はつらいよ 寅次郎子守唄
- 男はつらいよ ぼくの伯父さん
- 怪談佐賀屋敷
- 怪猫佐賀の夜桜
- 家門の災難
- 月光の夏
- Go! (映画)
- 佐賀のがばいばあちゃん
- 次郎物語
- 青春の蹉跌
- ソフトボーイ
- トラック野郎・男一匹桃次郎
- にあんちゃん
- 人間の壁
- 白神渡海
- 花筐/HANAGATAMI
- 春よこい (映画)
- Blue Symphony ジャック・マイヨールの愛した海
- 柳生武芸帖
- ユーリ!!! on ICE 劇場版:ICE ADOLESCENCE
- 風が通り抜ける道・・すべての愛が存在する島

## テレビドラマ
- おしん[1]
- 女取調官
- ガタの国から
- 軍師官兵衛
- 佐賀のがばいばあちゃん
- 実録犯罪史シリーズ『替え玉』
- 取調室 (テレビドラマ)
- にあんちゃん

## ラジオドラマ
- 風は夢を乗せて（NHK-FM FMシアター）
- にあんちゃん

## 舞台
- 悪人
- 佐賀のがばいばあちゃん

## 漫画
- 佐賀のがばいばあちゃん
- 好いとっと!?
- センゴク権兵衛
- ゾンビランドサガ
- へうげもの
- BOLTS AND NUTS!

## テレビアニメ
- ゾンビランドサガ[2]
- へうげもの
- ユーリ!!! on ICE

## 音楽
- 佐賀県 (曲)